# John Ralph Michell
Pour les articles homonymes, voir John Michell et Michell.
John Ralph Michell (12 août 1861-4 octobre 1947) est un homme politique canadien de la Colombie-Britannique. Il est député provincial conservateur de la circonscription britanno-colombienne de Kamloops de 1928 à 1933.

## Biographie
Né à Swansea dans le Pays de Galles, Michell est maire de la ville de Kamloops en Colombie-Britannique de 1903 à 1904.
Michell meurt à Kamloop en octobre 1947 à l'âge de 86 ans. Il est inhumé au Pleasant Street Cemetery de Kamloops. 